# Erzbistum Barcelona
Das Erzbistum Barcelona (lateinisch Archidioecesis Barcinonensis, katalanisch Arquebisbat de Barcelona, spanisch Archidiócesis de Barcelona) ist eine Erzdiözese der römisch-katholischen Kirche mit Sitz in Barcelona in Spanien.

## Geschichte
Das Bistum Barcelona wurde bereits im 4. Jahrhundert als Suffragan des Erzbistums Tarragona gegründet. Durch Papst Paul VI. wurde das Bistum mit der Apostolischen Konstitution Laeto animo am 25. März 1964 zum Erzbistum erhoben und als immediater Erzbischofssitz ohne Suffragandiözesen direkt dem Heiligen Stuhl unterstellt. Darüber hinaus wurde dem Erzbischof von Barcelona das Privileg eingeräumt, das Pallium zu tragen, ohne Metropolit zu sein. Erster Erzbischof wurde Gregorio Modrego y Casaus. Am 15. Juni 2004 verfügte Papst Johannes Paul II. mit der Apostolischen Konstitution Ad totius dominici gregis die Errichtung der Bistümer Sant Feliu de Llobregat und Terrassa auf bisher zum Erzbistum Barcelona gehörenden Gebieten. Zugleich wurde damit Barcelona zum Metropolitansitz erhöht und ihm die neu gegründeten Bistümer als Suffragane zugeordnet.

## Erzbischöfe von Barcelona (ab 1964)
- 1942–1967 Gregorio Modrego y Casaus
- 1967–1971 Marcelo González Martín, später Erzbischof von Toledo und Kardinal

- 1971–1990 Narciso Kardinal Jubany Arnau
- 1990–2004 Ricardo María Kardinal Carles Gordó
- 2004–2015 Lluís Kardinal Martínez Sistach
- 2015–0000 Juan José Kardinal Omella Omella